# 桃花原古墳
桃花原古墳（とうかはらこふん）は、栃木県下都賀郡壬生町羽生田にある円墳である。出土品から、本墳の築造時期は7世紀前半と考えられている。

## 文化財

### 壬生町指定文化財
- 史跡
  - 桃花原古墳 - 2022年（令和4年）3月1日指定。

座標: 北緯36度29分07秒 東経139度46分23秒 / 北緯36.48528度 東経139.77306度